# U-32 (1937)
| U-32                                                                                     | U-32 | U-32 |
| ---------------------------------------------------------------------------------------- | --- | --- |
|                                                                                          | | |
|                                                                                          | | |
| Підводний човен U-32                                                                     | | |
| Під прапором                                                                             | Третій Рейх | Третій Рейх |
| Спуск на воду                                                                            | 25 лютого 1937 року                                                                                                | 25 лютого 1937 року                                                                                                |
| Виведений зі складу флоту                                                                | 15 квітня 1937 року                                                                                                | 15 квітня 1937 року                                                                                                |
| Сучасний статус                                                                          | 30 жовтня 1940 року затоплений британськими есмінцями «Гарвестер» і «Хайлендер» північно-західніше Ірландії        | 30 жовтня 1940 року затоплений британськими есмінцями «Гарвестер» і «Хайлендер» північно-західніше Ірландії        |
| Проєкт                                                                                   | | |
| Тип ПЧ                                                                                   | Торпедний ДПЧ | Торпедний ДПЧ |
| Розробник проєкту                                                                        | Deutsche Schiff- und Maschinenbau, AG Weser, Бремен                                                                | Deutsche Schiff- und Maschinenbau, AG Weser, Бремен                                                                |
| Вартість                                                                                 | 4 189 000 ℛℳ | 4 189 000 ℛℳ |
| Основні характеристики                                                                   | | |
| Швидкість (надводна)                                                                     | 17,9 вузла | 17,9 вузла |
| Швидкість (підводна)                                                                     | 8 вузлів | 8 вузлів |
| Робоча глибина занурення                                                                 | 100 м | 100 м |
| Гранична глибина занурення                                                               | 220 м | 220 м |
| Автономність плавання                                                                    | 135—174 км на швидкості 4 вузли (в підводному положенні) 11 470 км на швидкості 10 вузлів (у надводному положенні) | 135—174 км на швидкості 4 вузли (в підводному положенні) 11 470 км на швидкості 10 вузлів (у надводному положенні) |
| Екіпаж                                                                                   | 44—60 осіб | 44—60 осіб |
| Розміри                                                                                  | | |
| Довжина найбільша (по КВЛ)                                                               | 64,51 м | 64,51 м |
| Ширина корпусу найб.                                                                     | 5,85 м | 5,85 м |
| Висота                                                                                   | 9,5 м | 9,5 м |
| Середня осадка (по КВЛ)                                                                  | 4,37 м | 4,37 м |
| Водотоннажність надводна                                                                 | 626 т | 626 т |
| Силова установка                                                                         | | |
| дизель-електрична; 2 дизельних двигуни MAN M 6 V 40/46, 2 електродвигуни BBC GG UB 720/8 | | |
| Гвинти                                                                                   | 2 | 2 |
| Потужність                                                                               | 2 × 2100—2310 к.с. (дизелі) 2 × 750 к.с. (електродвигуни)                                                          | 2 × 2100—2310 к.с. (дизелі) 2 × 750 к.с. (електродвигуни)                                                          |
| Озброєння                                                                                | | |
| Артилерія                                                                                | 1 × 88-мм палубна гармата SK C/35 1 × 20-мм зенітна гармата FlaK 30/38/Flakvierling                                | 1 × 88-мм палубна гармата SK C/35 1 × 20-мм зенітна гармата FlaK 30/38/Flakvierling                                |
| Торпедно- мінне озброєння                                                                | 4 носових і один кормовий ТА. 11 торпед або 26 мін TMA або 33 міни TMB                                             | 4 носових і один кормовий ТА. 11 торпед або 26 мін TMA або 33 міни TMB                                             |

U-32 — німецький підводний човен типу VII A, що входив до складу крігсмаріне за часів Другої світової війни. Закладений 15 березня 1936 року на верфі Deutsche Schiff- und Maschinenbau, компанії AG Weser у Бремені. Спущений на воду 25 лютого 1937 року, 15 квітня 1937 року корабель увійшов до складу ВМС нацистської Німеччини.
З моменту введення U-32 до строю підводний човен входив до складу 2-ї флотилії ПЧ Крігсмаріне. З 27 серпня 1939 року і до останнього походу в жовтні 1940 року, U-32 здійснив 9 бойових походів в Атлантичний океан, потопив 20 суден противника сумарною водотоннажністю 116 836 брутто-реєстрових тонн і пошкодив ще п'ять (40 274 тонн). 28 жовтня 1940 року він потопив найбільше судно за часів війни, британський пасажирський лайнер «Імпрес оф Бритн» (42 348 тонн), який був пошкоджений німецькою авіацією.
30 жовтня 1940 року U-32 затоплений північно-західніше Ірландії глибинними бомбами есмінців «Гарвестер» і «Хайлендер». 9 членів екіпажу загинули, 33 потрапили в полон.

## Командири
- Капітан-лейтенант Вернер Лотт (15 квітня — 15 серпня 1937)
- Корветтен-капітан Пауль Бюхель (16 серпня 1937 — 11 лютого 1940)
- Оберлейтенант-цур-зее Ганс Єніш (12 лютого — 30 жовтня 1940)

## Перелік уражених U-32 суден у бойових походах
| №                                                                             | Дата            | Назва             | Тип                 | Належність      | Водотоннажність (брт) | Вантаж | Конвой        | Результат та координати                                                                          | Наслідки атаки для екіпажу       | Прим.                                                                     |
| ----------------------------------------------------------------------------- | --------------- | ----------------- | ------------------- | --------------- | --------------------- | --- | ------------- | ------------------------------------------------------------------------------------------------ | -------------------------------- | ------------------------------------------------------------------------- |
| Перший похід (27.08—1.09.1939, 6 діб; Мемель—Кіль)                            |                 |                   |                     |                 |                       | |               |                                                                                                  |                                  |                                                                           |
| Другий похід (5.09—30.09.1939, 26 діб; Кіль—Вільгельмсгафен)                  |                 |                   |                     |                 |                       | |               |                                                                                                  |                                  |                                                                           |
| 1                                                                             | 18 вересня 1939 | Kensington Court  | суховантажне судно  | Велика Британія | 4 863                 | 8000 тонн зернових культур |               | потоплено 50°31′ пн. ш. 8°27′ зх. д. / 50.517° пн. ш. 8.450° зх. д.                              | 35 (0 загинуло, усі врятовані)   |                                                                           |
| 2                                                                             | 28 вересня 1939 | Jern              | суховантажне судно  | Норвегія        | 875                   | деревина |               | потоплено 58°30′ пн. ш. 3°30′ сх. д. / 58.500° пн. ш. 3.500° сх. д.                              | 14 (0 загинуло, усі врятовані)   |                                                                           |
| 3                                                                             | 5 жовтня 1939   | Marwarri          | суховантажне судно  | Велика Британія | 8 063                 | урядове майно |               | пошкоджений у наслідок підриву на міні 51°24′ пн. ш. 3°57′ зх. д. / 51.400° пн. ш. 3.950° зх. д. | 31 (2 загинуло та 29 врятовані)  | судно підірвалося на міні, встановленій U-32 17.09 у Бристольській затоці |
| 4                                                                             | 6 жовтня 1939   | Lochgoil          | суховантажне судно  | Велика Британія | 9 462                 | генеральні вантажі, зенітні гармати |               | пошкоджений у наслідок підриву на міні 51°24′ пн. ш. 4°00′ зх. д. / 51.400° пн. ш. 4.000° зх. д. | ? (0 загинуло та ? врятовані)    | судно підірвалося на міні, встановленій U-32 17.09 у Бристольській затоці |
| Третій похід (28.12.1939—22.01.1940, 26 діб; Вільгельмсгафен—Вільгельмсгафен) |                 |                   |                     |                 |                       | |               |                                                                                                  |                                  |                                                                           |
| 5                                                                             | 31 грудня 1939  | Luna              | суховантажне судно  | Норвегія        | 959                   | генеральний вантаж, зокрема рогожа |               | потоплено 58°48′ пн. ш. 3°20′ сх. д. / 58.800° пн. ш. 3.333° сх. д.                              | ? (? загинуло, ? врятовано)      |                                                                           |
| Четвертий похід (26.02—23.03.1940, 27 діб; Вільгельмсгафен—Вільгельмсгафен)   |                 |                   |                     |                 |                       | |               |                                                                                                  |                                  |                                                                           |
| 6                                                                             | 2 березня 1940  | Lagaholm          | суховантажне судно  | Швеція          | 2 818                 | 4700 тонн генерального вантажу, в тому числі 100 тонн алюмінієвих зливків, 62 тонн міді, 53 тонни латуні, двигуни, вироби хімічної промисловості |               | потоплено 59°34′ пн. ш. 5°10′ зх. д. / 59.567° пн. ш. 5.167° зх. д.                              | 28 (1 загиблий та 27 врятовані)  |                                                                           |
| П'ятий похід (8.05—14.05.1940, 7 діб; Тронгейм—Вільгельмсгафен)               |                 |                   |                     |                 |                       | |               |                                                                                                  |                                  |                                                                           |
| Шостий похід (3.06—1.07.1940, 29 діб; Вільгельмсгафен—Вільгельмсгафен)        |                 |                   |                     |                 |                       | |               |                                                                                                  |                                  |                                                                           |
| 7                                                                             | 18 червня 1940  | Altair            | суховантажне судно  | Норвегія        | 1 522                 | 728 кубів стандартного лісу |               | потоплено 49°39′ пн. ш. 11°15′ зх. д. / 49.650° пн. ш. 11.250° зх. д.                            | 18 (0 загиблих та 18 врятовані)  |                                                                           |
| 8                                                                             | 18 червня 1940  | Nuevo Ons         | траулер             | Іспанія         | 108                   | |               | потоплений 49°39′ пн. ш. 11°00′ зх. д. / 49.650° пн. ш. 11.000° зх. д.                           | 13 (6 загиблих та 7 врятовані)   |                                                                           |
| 9                                                                             | 18 червня 1940  | Sálvora           | траулер             | Іспанія         | 108                   | |               | потоплений 49°39′ пн. ш. 11°00′ зх. д. / 49.650° пн. ш. 11.000° зх. д.                           | 12 (0 загиблих та 12 врятовані)  |                                                                           |
| 10                                                                            | 19 червня 1940  | Labud             | суховантажне судно  | Югославія       | 5 334                 | кукурудза |               | потоплене 51°06′ пн. ш. 8°38′ зх. д. / 51.100° пн. ш. 8.633° зх. д.                              | 34 (0 загиблих та 34 врятовані)  |                                                                           |
| 11                                                                            | 22 червня 1940  | Eli Knudsen       | танкер              | Норвегія        | 9 026                 | 1300 тонн дизельного палива та мастил | конвой HX 49  | потоплений 50°36′ пн. ш. 8°44′ зх. д. / 50.600° пн. ш. 8.733° зх. д.                             | 37 (0 загиблих та 37 врятовані)  |                                                                           |
| Сьомий похід (15.08—8.09.1940, 25 діб; Вільгельмсгафен—Лор'ян)                |                 |                   |                     |                 |                       | |               |                                                                                                  |                                  |                                                                           |
| 12                                                                            | 30 серпня 1940  | Mill Hill         | суховантажне судно  | Велика Британія | 4 318                 | 6755 тонн переробного чавуну та сталі | конвой HX 66A | потоплено 58°48′ пн. ш. 6°49′ зх. д. / 58.800° пн. ш. 6.817° зх. д.                              | 34 (34 загиблих та 0 врятовані)  |                                                                           |
| 13                                                                            | 30 серпня 1940  | Chelsea           | суховантажне судно  | Велика Британія | 4 804                 | 7600 тонн кукурудзи | конвой HX 66A | потоплено 58°48′ пн. ш. 6°49′ зх. д. / 58.800° пн. ш. 6.817° зх. д.                              | 35 (24 загиблих та 11 врятовані) |                                                                           |
| 14                                                                            | 30 серпня 1940  | Norne             | суховантажне судно  | Норвегія        | 3 971                 | металобрухт | конвой HX 66A | потоплено 58°48′ пн. ш. 6°49′ зх. д. / 58.800° пн. ш. 6.817° зх. д.                              | 28 (17 загиблих та 11 врятовані) |                                                                           |
| 15                                                                            | 1 вересня 1940  | «Фіджі»           | легкий крейсер      | Велика Британія | 8 000                 | |               | пошкоджений 58°10′ пн. ш. 12°55′ зх. д. / 58.167° пн. ш. 12.917° зх. д.                          | ? (5 загиблих та ? врятовані)    |                                                                           |
| Восьмий похід (18.09—6.10.1940, 19 діб; Лор'ян—Лор'ян)                        |                 |                   |                     |                 |                       | |               |                                                                                                  |                                  |                                                                           |
| 16                                                                            | 22 вересня 1940 | Collegian         | суховантажне судно  | Велика Британія | 7 886                 | 8000 тонн генеральних вантажів, зокрема 890 тонн ТНТ, бавовна, сталь, лісоматеріали                                                              | конвой HX 72  | пошкоджено 55°14′ пн. ш. 16°40′ зх. д. / 55.233° пн. ш. 16.667° зх. д.                           | 56 (0 загиблих та 56 вціліли)    |                                                                           |
| 17                                                                            | 25 вересня 1940 | Mabriton          | суховантажне судно  | Велика Британія | 6 694                 | баласт | конвой OB 216 | потоплено 56°12′ пн. ш. 23°00′ зх. д. / 56.200° пн. ш. 23.000° зх. д.                            | 37 (12 загиблих та 25 врятовані) |                                                                           |
| 18                                                                            | 26 вересня 1940 | Corrientes        | суховантажне судно  | Велика Британія | 6 863                 | 1800 тонн генеральних вантажів, цегла | конвой OB 217 | пошкоджено 53°49′ пн. ш. 24°19′ зх. д. / 53.817° пн. ш. 24.317° зх. д.                           | 50 (0 загиблих та 50 врятовані)  |                                                                           |
| 19                                                                            | 26 вересня 1940 | Tancred           | суховантажне судно  | Норвегія        | 6 094                 | баласт | конвой OB 217 | потоплено 53°32′ пн. ш. 24°35′ зх. д. / 53.533° пн. ш. 24.583° зх. д.                            | 36 (0 загиблих та 36 врятовані)  |                                                                           |
| 20                                                                            | 26 вересня 1940 | Darcoila          | суховантажне судно  | Велика Британія | 4 084                 | баласт | конвой OB 217 | потоплено 53°27′ пн. ш. 24°55′ зх. д. / 53.450° пн. ш. 24.917° зх. д.                            | 37 (37 загиблих та 0 врятовані)  |                                                                           |
| 21                                                                            | 28 вересня 1940 | Empire Ocelot     | суховантажне судно  | Велика Британія | 5 759                 | баласт | конвой OB 218 | потоплено 54°37′ пн. ш. 21°30′ зх. д. / 54.617° пн. ш. 21.500° зх. д.                            | 34 (2 загиблих та 32 врятовані)  |                                                                           |
| 22                                                                            | 29 вересня 1940 | Bassa             | суховантажне судно  | Велика Британія | 5 267                 | баласт | конвой OB 218 | потоплено 54°00′ пн. ш. 21°00′ зх. д. / 54.000° пн. ш. 21.000° зх. д.                            | 50 (50 загиблих та 0 врятовані)  |                                                                           |
| 23                                                                            | 30 вересня 1940 | Haulerwijk        | суховантажне судно  | Нідерланди      | 3 278                 | баласт | конвой OB 219 | потоплено 53°34′ пн. ш. 27°28′ зх. д. / 53.567° пн. ш. 27.467° зх. д.                            | 31 (4 загиблих та 27 врятовані)  |                                                                           |
| 24                                                                            | 2 жовтня 1940   | Kayeson           | суховантажне судно  | Велика Британія | 4 606                 | 2802 тонн генеральних вантажів та 3901 тонн вугілля                                                                                              |               | потоплено 51°12′ пн. ш. 24°22′ зх. д. / 51.200° пн. ш. 24.367° зх. д.                            | 38 (38 загиблих та 0 врятованих) |                                                                           |
| Дев'ятий похід (24.10—30.10.1940, 7 діб; Лор'ян—загибель)                     |                 |                   |                     |                 |                       | |               |                                                                                                  |                                  |                                                                           |
| 25                                                                            | 28 жовтня 1940  | «Імпрес оф Бритн» | пасажирський лайнер | Велика Британія | 42 348                | 300 тонн цукру та 300 тонн урядового майна |               | пошкоджено 55°16′ пн. ш. 9°50′ зх. д. / 55.267° пн. ш. 9.833° зх. д.                             | 623 (45 загинуло та 578 вціліло) | найбільше судно, затоплене німецькими підводними човнами у війні          |